# 左翼民粹主義

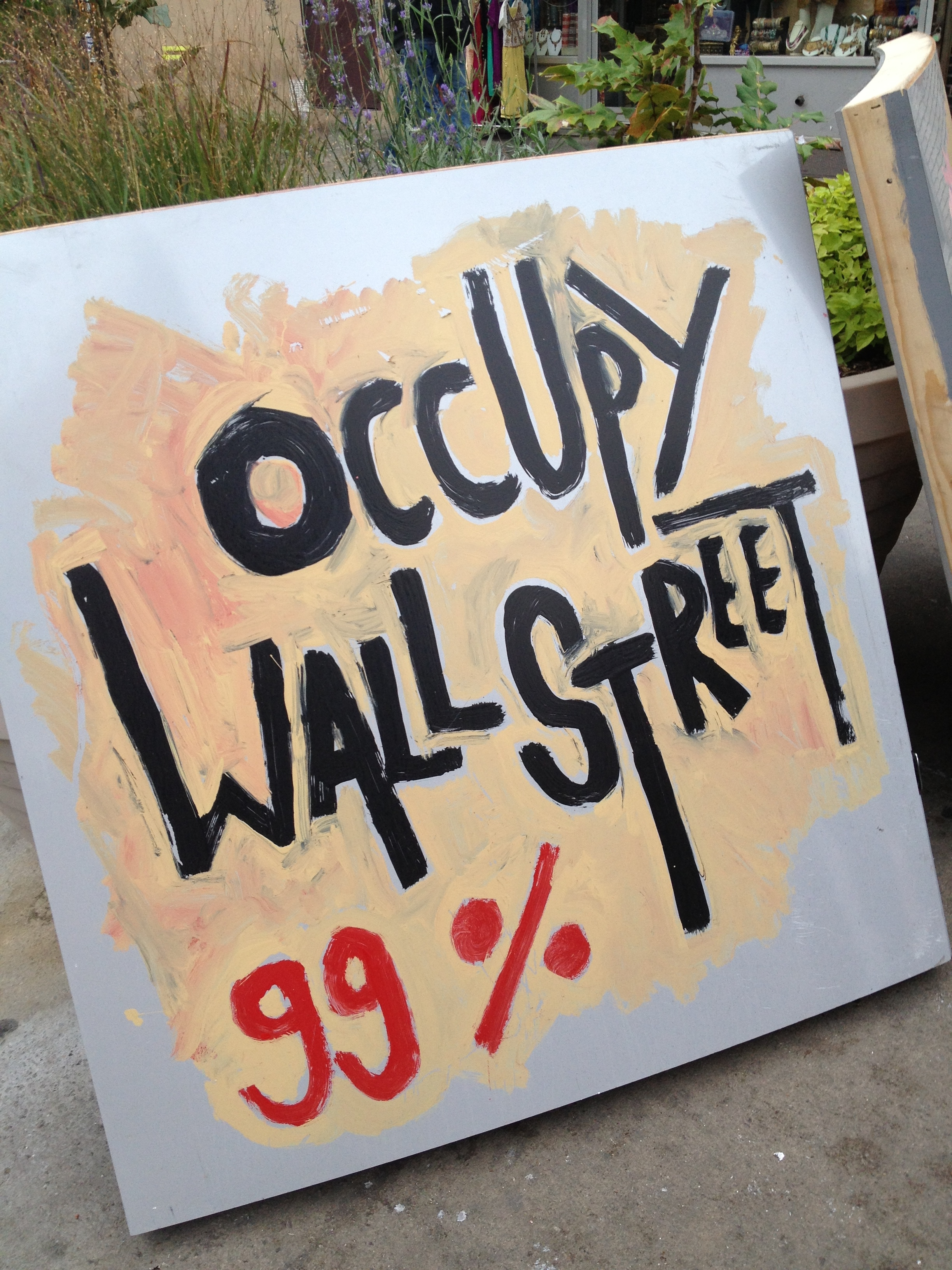
左翼民粹主义运动佔領華爾街中使用的标志牌，上书“我們就是那99%的人”

左翼民粹主义（英語：Left-wing populism）是一套拒絕現有政治共識，結合反自由放任主義與反菁英主義的政治哲學。其言辞往往包括反建制、反对当权派。通常代表底层群众的利益。之所以稱為左翼，是因他們推崇社會平等與相關的政府方案，熱衷於財富再分配和解決社會貧富分化問題，反資本主義和反全球化，主張經濟民主、另類全球化。
与右翼民粹主义不同的是，因為世界各国的左派各黨之間在意識形態、組織與領導人言論等方面有很大的差異，所以要將左派民粹主義劃入單一的政治體系是十分困難的。目前政治上也沒有一個共同有意義的分類或是分類的集合存在。

## 历史

### 美国
在美國的19世紀晚期到20世紀早期，即進步主義時期，出現了許多民粹親農工政黨，像是人民黨、美鈔黨、亨利·佐治的土地單一稅（Single Tax）運動、进步党、農工黨（Farmer-Labor Party）、休伊·皮爾斯·朗的“分享财富運動”、美利坚聯盟黨（United States Union Party），這些政黨反對托拉斯及共和黨的親大企業政策。一些早期的美國民粹主義主張，包括保障農民利益、主張自由使用銀礦來鑄造貨幣、以及提倡政府管制壟斷現象等等，反對美國插手拉丁美洲國家的政治和經濟事務，但內容極為分歧且不一致，惟這些主張後來被民主黨加入及吸收。

## 各國／地區情形

### 歐洲

#### 欧盟
歐洲許多左翼和民粹主義政黨都屬於歐洲聯合左派/北歐綠色左派。為軟性疑歐派系。

#### 德國

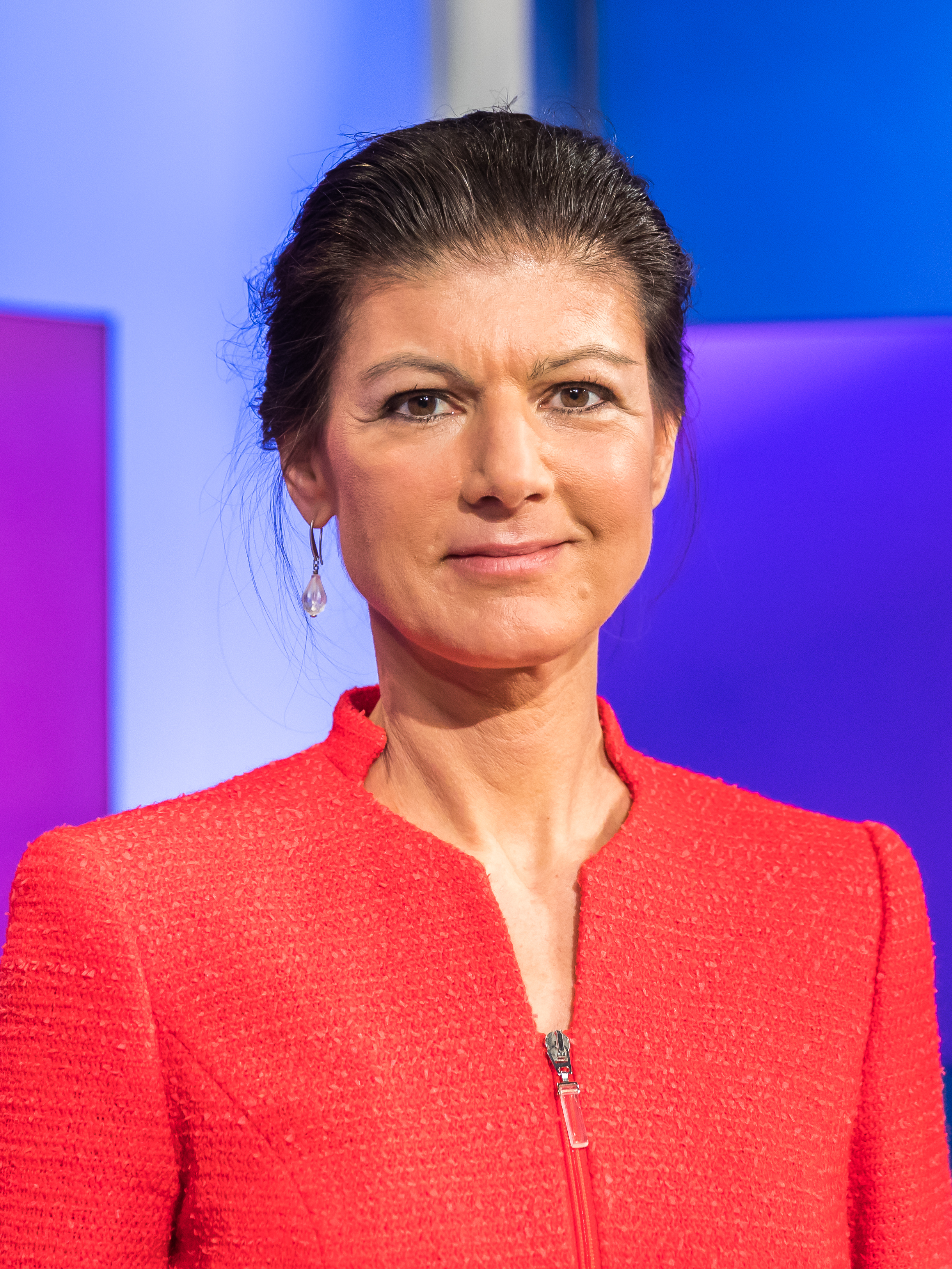
莎拉·瓦根克内希特，瓦根克内希特联盟領袖。

民主社会主义党是兩德統一後成立的左翼民粹主義主流政黨，其反菁英主義立場與右翼民粹主義者在一定程度上相同，但支持者主要集中在受前德國統一社會黨政府影響較大的德國東部，在2005年的反移民情緒中扮演重要角色。
2007年，民主社会主义党与奥斯卡·拉方丹领导的劳动和社会公正－选举替代合并为左翼黨。2021年德国选举期间，左翼党遭遇重大失败。
2023年末，左翼党著名成员莎拉·瓦根克内希特退党，2024年初正式建立新党莎拉·瓦根克内希特联盟，左翼党创始人奥斯卡·拉方丹也随即加入。瓦根克内希特联盟主张改善工人阶级和中产阶级待遇和反对非法移民、反对绿色政治、反对觉醒文化，该党意识形态被描述为“带有保守色彩的左翼民粹主义”。

#### 希臘
多個反對因為希臘國債危機，為求紓困而財政緊縮政策的左翼政黨和獨立人士組成了激进左翼联盟。但激进左翼联盟在2015年上台后转为溫和左派。在Syriza的平台上的民粹主義特徵包括“人民”在他們的言論中越來越重要，“我們/人民反對他們/建制”在競選中的對抗。

#### 法國

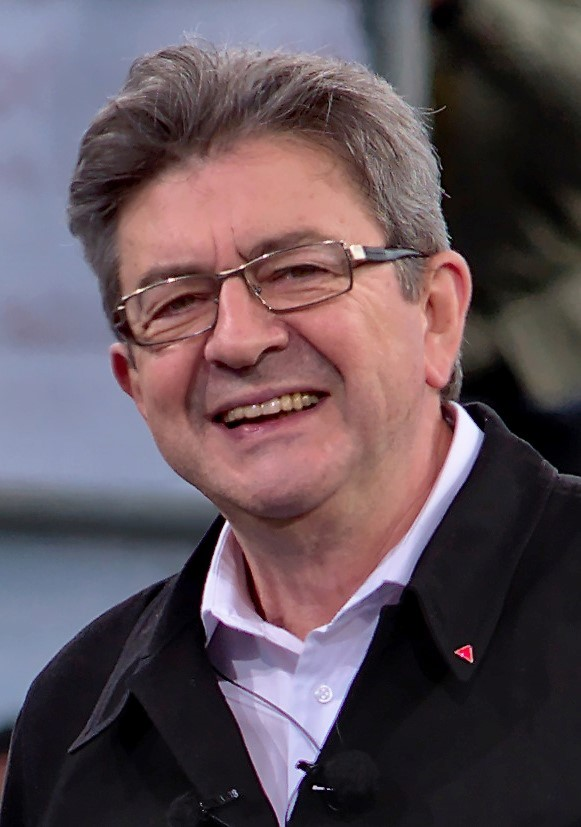
讓-呂克·梅朗雄，不屈法國領袖。

不屈法國被視為法國的左翼民粹主義政黨，由前社會黨成員讓-呂克·梅朗雄組建。其主張建立法蘭西第六共和國和擴大普通人民的政治權利，限制總統的權利，提高最低工資，增加法律援助，對生態和社會進行有益的投資，實現100%的可再生能源，翻新整個建築群，凍結物價，提高勞工待遇，提高社會福利，降低退休年齡，糾正現有社會的經濟不平等，提高富人所得稅，重新分配財富。

#### 荷蘭
1991年，社會黨在废弃共产主义黨綱後，转型成為左翼民粹主義政黨。
社會黨反對歐盟，比綠色左派更左倾，其疑欧取態使其从未加入荷蘭政府，但對歐洲整合立場中扮演重要角色，这与同屬左派的工黨亲欧取態不同。

#### 義大利
於2009年成立的五星運動黨由於高調反對緊縮政策，獲得不少年輕選民和反對緊縮的義大利人支持，在2013年義大利大選中獲得大幅度的勝利，在得票率上成為眾議院第二大黨，超越憑選舉制度的名單比例代表制取得額外席次的義大利民主黨，但該黨拒絕與義大利國內任何政黨聯盟合作，包括回絕民主黨要求組建聯合政府的建議。2018年義大利大選，与右翼民粹的联盟党组成联合政府。
然而，曾被认为是極左派的五星運動，本身並不自認為是屬於左派或右派屬性的政黨，但卻與多個他國右派民粹主義政黨在歐洲議會內結盟，与英國獨立党組成黨團。

#### 西班牙

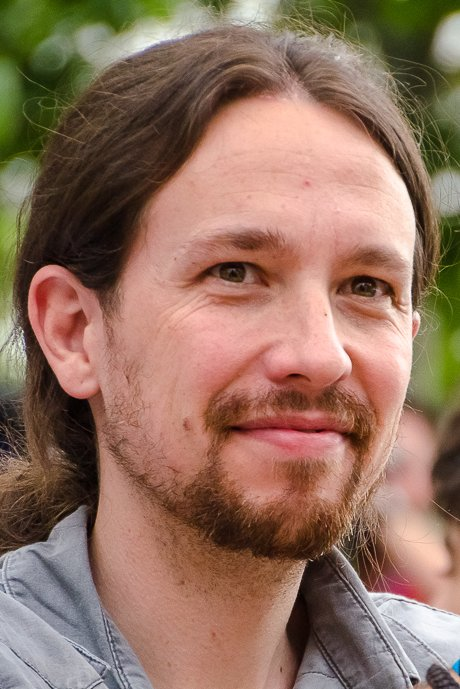
巴勃羅·圖里翁，我們能创始人。

西班牙的我们能党自一場2014年的反對緊縮政策的政治運動中興起，但這個新興黨並非屬於明確主張社會主義及共產主義的政黨。
在同年的歐洲議會選舉中，縱使只成立了4個月，該黨首次參選即取得5個席次，共取得百分之八的選票，而其參選的名單全由初選組成。
2015年12月20日，該黨及其盟友在西班牙大選中獲得69個席位，成為西班牙第三大政治勢力，並終結西班牙1977年以來長期兩黨制的狀態。在新議會中，
我们能擁有350個席位中的69個，這一結果結束了西班牙傳統的兩黨制。2018年採訪中，認為該黨要一種新的策略才能使選舉表現更好。
Anova-Nationalist Brotherhood是一個加利西亞民族主義左翼政黨。除了民族解放，Anova 還將自己定義為社會主義，女權主義者，生態學家和國際主義組織。其內部組織由程序集運行。

#### 英國
工黨前領袖傑里米·科賓被视为民主社会主义者和左翼民粹主义者。

### 亚洲

#### 日本

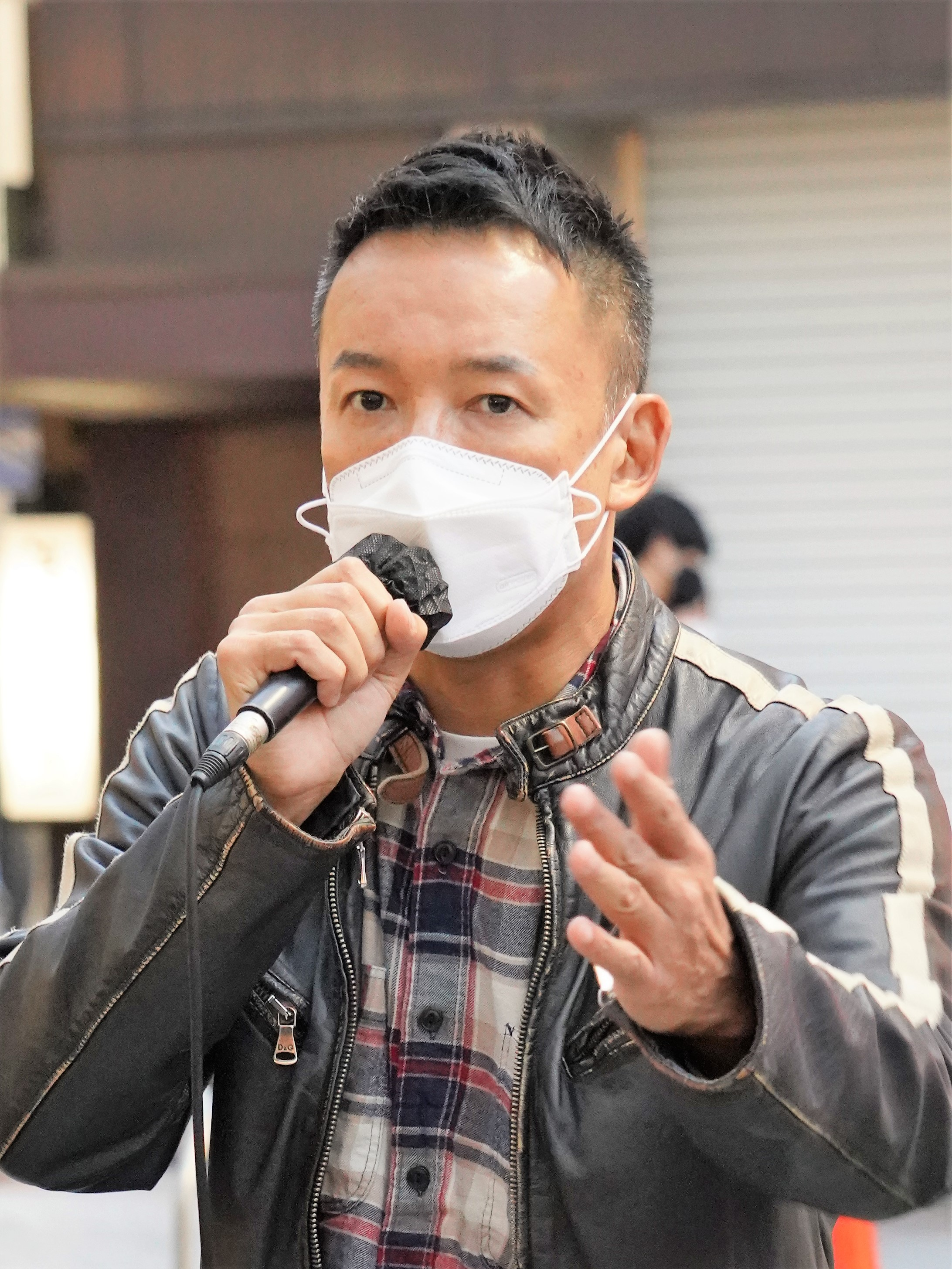
山本太郎，令和新選組領袖。

令和新選組是2019年4月1日，由從自由黨分裂的山本太郎等左派人士組建的一個反建制左翼政黨。黨名取自今上天皇德仁的年號“令和”，“新選組”為幕府末期在京都活動的武裝組織，黨名寓意為新時代新選擇的政黨。該黨認同經濟干預主義，維護身障人士福祉，環境保護主義，進步主義。並強烈主張廢止消費稅，其他政策包括實現100％糧食自給率、最低時薪1500日元、改善基礎設施、大學免費教育、同性婚姻合法化、實現選擇性夫婦別姓、反修憲、反對賭博合法化、廢止核電等。該黨使用反資本主義的言論，但他們有時也被稱為“自由民粹主義者”和新左派。目前是日本野黨共鬥的一員。現擁有眾議院3席，參議院5席。

#### 韩国
2017年，在文在寅当选韩国总统，并在任上实施了大幅提高社会福利支出、增加了最低工资等左翼民粹主义经济政策。其主要支持者为厌恶政商界精英勾结以及政界精英并未能满足其需求的选民

### 南美洲

#### 阿根廷
阿根廷勝利陣線屬於左翼庇隆主義政黨，主張奉行獨立的外交政策，擺脫美國的控制並反對華盛頓共識，認同政府干預經濟，並實行貿易保護主義。為阿根廷正義黨的分支。相繼以內斯托爾·基什內爾、克里斯蒂娜·費爾南德斯·德基什內爾這對夫妻為該黨執政時的領導人。

#### 玻利維亞
爭取社會主義運動是一個玻利維亞左翼政黨，由埃沃·莫拉萊斯領導成立於1998年，於2006年起執政迄今，它於2005年第一次單獨贏得2005年的玻利維亞大選。然而，這個政黨最初是從古柯種植者權利保護運動發展而來的。

#### 厄瓜多爾
主權祖國聯盟運動是厄瓜多的一個左翼政黨。成立於2006年4月3日，前身是由厄瓜多多個左翼政黨組成的政黨聯盟，由拉斐爾·科雷亞領導。2007年以來，一直是厄瓜多的執政黨。他們主張加強經濟、社會和環境的協調與平衡並建立完全競爭的市場機制，打破少數經濟寡頭的行業壟斷；對外維護國家獨立和在能源、貨幣和文化等方面的主權，推動地區合作。

#### 委內瑞拉
委內瑞拉統一社會主義黨是目前委內瑞拉的執政黨和最大的左翼政黨。該黨由第五共和運動改組而成，成立於2007年，由烏戈·查維茲在2006年委內瑞拉總統選舉後提議組建，目的是整合所有支持玻利瓦爾革命的政黨。2013年查維茲死於總統任上，副總統尼古拉斯·馬杜羅繼任總統持續領導該黨一黨獨大迄今。

### 北美洲

#### 美國
2016年美國總統選舉民主黨初選候選人和參議員伯尼·桑德斯被描述為民粹主義者。
美國民主黨參議員和2020年總統初選人伊莉莎白·華倫也被描述為民粹主義者。

## 目前的左翼民粹主义政黨

### 擁有國會席位
- 阿根廷 – 祖国联盟、工人左翼阵线[15]
- 奥地利 – 现在－皮尔茨名单[16]
- 保加利亚 – 保加利亚社会党
- – 独立社会民主人士联盟（部分派别）
- 玻利维亚 – 争取社会主义运动－争取人民主权政治机构[17]
- 巴西 – 劳工党[18]
- 智利 – 广泛阵线
- 哥伦比亚 - 替代民主极点、哥伦比亚人
- 古巴 – 古巴共产党
- 賽普勒斯 – 公民联盟、劳动人民进步党
- – 人盾（部分派别）[19]
- 捷克 – 捷克和摩拉维亚共产党、公民权利党[20]
- 丹麦 – 团结名单－红绿联盟、因纽特人共同体、社会主义人民党[21]、共和
- – 多米尼加解放党
- – 主权祖国联盟运动[17]
- 歐洲 – 欧洲左翼党、欧洲议会左翼—GUE/NGL
- 法國 – 左翼党[22][23]、不屈法国[22][23]
- 德国 – 莎拉·瓦根克内希特联盟、左翼党[24]
- 希腊 – 激进左翼联盟[25]、自由路线[26]
- 義大利 – 人民联盟、意大利左翼、民主党（部分派别）[27]、五星运动（部分派别）[28][29][30]
- 日本 – 立憲民主黨（部分派别）、日本共產黨、 令和新選組[31][32][33]
- 盧森堡 – 左翼党
- 墨西哥 - 国家复兴运动
- 纳米比亚 – 纳米比亚经济自由斗士
- 荷蘭 – 社会党[34]
- 尼加拉瓜 – 桑地諾民族解放陣線
- 巴拉圭 – 瓜苏阵线
- 波蘭 – 左翼一起
- 羅馬尼亞 – 社会民主党[35][36][37]
- 俄羅斯 – 公正俄罗斯、俄罗斯联邦共产党（部分派别）
- 圣马力诺 – 民主社会主义左翼、行动公民
- 塞爾維亞 – 塞尔维亚社会党、社会主义者运动
- 斯洛伐克 – 方向－社会民主党[38][39][40]
- 南非 – 经济自由斗士[41]
- - 共同民主党（部分派别）
- 西班牙 – 我们能[42][43][44]、革新-民族主义兄弟会、联合左翼
- 瑞典 – 左翼党
- 土耳其 – 人民民主党[45]
- 英国 – 工党（部分派别）[46][47][48]
- 美国 – 民主党（部分派别）[49][50][51]、美国民主社会主义者[52][53]
- 委內瑞拉 – 委内瑞拉统一社会主义党[54]
- 辛巴威 – 津巴布韦非洲民族联盟－爱国阵线[55]

### 没有国会席位
- 奥地利 – 奥地利共产党
- 加拿大 – 人民政党
- 爱沙尼亚 – 爱沙尼亚联合左翼党
- 芬兰 – 芬兰共产党
- 希腊 – 人民团结
- 義大利 – 权力归人民、民主和自治
- 伊朗 – 伊朗人民圣战者组织[56]
- 愛爾蘭 – 爱尔兰共和社会党
- 俄羅斯 – 俄罗斯爱国者
- – 進步党
- 乌克兰 – 乌克兰共产党[57]
- 英国 – 苏格兰社会党[58]

## 外部連結
- The winds are changing: a new left populism for Europe （页面存档备份，存于） London School of Economics, "Eurocrisis in the Press". 2015.